# هاس‌کوی
هاس‌کوی (به ترکی استانبولی: Hasköy) (به ترکی عثمانی: خاصکوی) شهری است در کشور ترکیه که در استان موش واقع شده‌است. جمعیت این شهر بر اساس سرشماری سال ۲۰۰۸ میلادی ۱۴٬۴۸۰ نفر و بر اساس برآوردهای سال ۲۰۰۹ میلادی ۱۱٬۹۸۲ نفر می‌باشد.